# Tsugaru Nobuyoshi
Tsugaru Nobuyoshi est un nom japonais traditionnel ; le nom de famille (ou le nom d'école), Tsugaru, précède donc le prénom (ou le nom d'artiste).
Tsugaru Nobuyoshi (津軽 信義, 15 février 1619 - 22 décembre 1655) est le 3e daimyō du domaine de Hirosaki dans le nord de la province de Mutsu, dans le Honshū au Japon (moderne préfecture d'Aomori). Son titre de courtoisie est Tosa-no-kami.

## Biographie
Tsugaru Nobuyoshi est le fils ainé de Tsugaru Nobuhira, 2e daimyō du domaine de Hirosaki, dans l'enclave du domaine située dans la province de Kōzuke. Sa mère, Tatsu-hime, est la fille d'Ishida Mitsunari et a été rétrogradée au statut de concubine puis exilée à Kōzuke lorsque Nobuhira a épousé la nièce de Tokugawa Ieyasu pour sécuriser sa position vis-à-vis du shogunat Tokugawa. Il n'a encore que 13 ans lorsque son père décède et il lui est ordonné de se présenter devant le shogun Tokugawa Iemitsu avec son jeune demi-frère de Tsugaru Nobufusa au moment de son accession à la seigneurie.
Cependant, sa position en tant que fils d'une concubine entraîne une scission dans les rangs des principaux obligés du domaine de Tsugaru, une grande faction soutenant Tsugaru Nobufusa en raison de son lien de sang aux Tokugawa et en raison du fait qu'il est le fils de l'épouse officielle de Nobuhira. Cela a pour conséquence un o-ie sōdō appelé « Funahashi sōdō de 1634 », auquel il n'est mis fin qu'avec l'aide du shogunat Tokugawa et aboutit à l'exil d'un certain nombre de partisans de Nobufusa en 1636. Les problèmes renaissent en 1647 dans ce qu'on a appelé le Tempyō sōdō, les partisans de Nobufusa exigeant que Nobuyoshi se retire en faveur de son jeune demi-frère, alléguant la mauvaise gestion due à sa consommation excessive d'alcool et sa pratique de coureur de jupons.
Nobuyoshi a 25 fils et 26 filles d'un grand nombre de concubines. Cependant, il poursuit également les travaux de son père visant à augmenter la production dans son domaine en développant de nouvelles rizières, le réseau d'irrigation et les mines de cuivre et d'argent.
Nobuyoshi décède le 22 décembre 1655 dans la résidence du clan située à Edo. Sa tombe se trouve dans le temple familial du clan, le Juyo-in, dans l'arrondissement Taitō-ku de Tokyo et aussi dans les temples du clan Tsugaru, le Chōshō-ji et le Hōon-ji à Hirosaki. Quatre de ses principaux vassaux décident de le suivre dans la mort en commettant junshi.
Son fils ainé, Tsugaru Nobumasa, lui succède.

## Source de la traduction
- (en) Cet article est partiellement ou en totalité issu de l’article de Wikipédia en anglais intitulé « Tsugaru Nobuyoshi » (voir la liste des auteurs).